# 桃園捷運綠線
桃園捷運綠線，是一條興建中的桃園捷運中運量路線，由桃園市政府捷運工程局進行規劃及施工，第一階段預計2026年完工通車。
桃園捷運綠線全長約27.8公里，共設21站，其中地下段約12.5公里、10座車站，高架段約15.3公里、11座車站，採用鋼輪鋼軌、CBTC通訊式列車控制系統及無人駕駛系統。
桃園捷運綠線路線由航空城內的機場線橫山（A16）站起，沿群英大道東北行並跨越國道二號；東側則由機場線坑口（A11）站開始，沿坑菓路西南行。兩側路線銜接至臺4省道後高架跨越高鐵軌道後接中正北路，於中山高速公路北側由高架轉入地下，穿越中山高速公路，沿中正路於大興西路與規劃中橘線中正大興西站（O14站）交會，續沿中正路南行與臺鐵桃園站交會，於延平路轉建國路，再沿介壽路直行地下穿越國道2號，經大湳進入八德地區銜接六號生活圈道路，由地下出土轉為高架型式續沿八德擴大都市計畫北側及南北向之50公尺計畫道路抵達八德，並保留規劃延伸中壢與大溪。
桃園捷運綠線捷運總經費新臺幣982億元，中央政府補助約397億元，桃園市政府負擔約585億元，分14年執行，前2年已經先行編列5億元，將逐年編列預算。分成二期興建，第一期工程G01（建德興豐）~G15（水尾）與G15a（菓林）與G15b（坑口），並於G15b（坑口）規劃轉乘機場線，第二期工程G15（水尾）~G19（橫山），並於G19站規劃轉乘機場線。

## 沿革
- 2013年10月22日：桃園捷運綠線先導公車（GR路、GR2路）通車[1]。
- 2015年11月30日：中華民國國家發展委員會審查桃園中壢都會區大眾捷運系統航空城捷運線暨土地整合發展計畫綜合規劃報告書，主要就計畫自償率計算方式及中央政府、地方政府負擔經費比例修正與桃園市政府達成共識，自償率共41.7%。桃園市政府將在12月15日前完成補充及附加說明後，送中華民國交通部轉國發會送審，預定在12月21日召開最後的大會審議通過。桃園市政府亦將立即著手辦理工程招標前所需作業，包含專案管理（PCM）及統包工程等作業。但桃園市市長鄭文燦在新聞中認為41.7%的自償率與雙北捷運比較對桃園並不公平[2][3][a]。
- 2016年3月21日：桃園捷運綠線已獲得國發會審議通過，惟仍須經由行政院再次核定。由於經費共982.64億元市府得負擔585.2億元，包含自籌經費112.2億元、土地經費60億元，自償經費413.1億元，由於工期預估為八年，平均每年要編列22億元，其餘的413.1億元雖然不必以預算支付，但也要透過發行公債、融資籌措，桃園市議員舒翠玲、魯明哲、萬美玲擔心造成市府的沉重財務負擔[4]。
- 2016年4月20日：獲得行政院正式核定，預估2017年開工，2024年陸續完工通車[5][6]。
- 2018年6月11日：環評專案小組建議通過桃園航空城捷運重新納入G09站的環差案[7]。
- 2018年7月5日：「桃園捷運綠線GM01標機電系統統包工程」桃園市政府與德國西門子集團、韓國現代樂鐵集團、中華工程，承攬團隊簽約，是臺灣首次使用韓國製捷運車廂的路線，並預計今年10月動工，民國114年陸續通車。[8]
- 2018年10月15日：高架段（GC01標：G01-G02、G13-G14、G15-G15b）動工[9]。
- 2019年6月3日：桃園市政府與中華工程、日商大豐營造（日语：大豊建設）、日本奥村組（日语：奥村組）地下段土建工程GC02標得標[10]。
- 2019年6月13日：桃園市政府與互助營造、大陸工程、日本大林組地下段土建工程GC03標得標[11]。
- 2019年9月20日：地下段（GC03標：G07-G12）動工。
- 2019年10月11日：地下段（GC02標：G03-G06）動工。
- 2020年2月18日：桃園市長鄭文燦出席「桃園捷運綠線車廂外型票選活動記者會」發表兩種車頭外觀及三種車廂顏色方案，並於同年3月4日至3月17日邀請民眾以網路方式票選六種選一種方案，外觀設計由西班牙知名軌道車輛專業設計公司DIARADESIGN設計，韓國現代樂鐵承造。
- 2020年5月21日：桃園市政府捷運工程局日前舉辦網路票選，由桃園市民網路票選車廂外型設計，今市政會議公布結果，由「綠意盎然」設計款獲最高票，流線外型搭配綠、黑線條，整體簡潔俐落，未來將進入車廂內裝、車體結構細部設計[12]。
- 2024年6月11日：桃園市政府捷運工程局日前舉辦網路票選「桃園捷運綠線主線車站命名票選活動」，並將票選活動結合抽獎，以吸引民眾參與。[13]
- 2024年8月20日：桃園市政府捷運工程局公布主線站名命名。[14]
- 2024年12月26日：首列列車運抵綠線北機廠，比原訂時間提早三個月，桃園市政府舉行開箱活動。[15][16][17]
- 2025年7月啟動「主線動態測試」，列車於綠線主線軌道上（G13至G14站）進行高速與系統整合測試，測試列車停靠精準度、號誌協調性及高速行駛穩定性等項目。

### 預定時程
- 2026年：第一階段（坑口-藝文特區段；GC01部分標及GC03部分標）完工通車，移交桃園大眾捷運股份有限公司營運。[18]
- 2028年：第二階段（藝文特區-景福宮段；GC03部分標）完工通車，移交桃園大眾捷運股份有限公司營運。[19]
- 2030年：第三階段（景福宮-建德興豐段；GC01/GC02/GC03標）完工通車，移交桃園大眾捷運股份有限公司營運。
- 2031年：第四階段（航空城段；GC04標）完工通車，移交桃園大眾捷運股份有限公司營運。[20]

## 車站與路線
| 路線       | 路線 | 路線 | 路線                      | 編號                                                              | 名稱     | 名稱                      | 站體型式                    | 所在地 | 所在地  | 交會路線 |
| 路線       | 路線 | 路線 | 路線                      | 編號                                                              | 中文     | 英文                      | 站體型式                    | 所在地 | 所在地  | 交會路線 |
| ---------- | ---- | ---- | ------------------------- | ----------------------------------------------------------------- | -------- | ------------------------- | --------------------------- | ------ | ------- | -------- |
| G 綠線     |      |      |                           |                                                                   |          |                           |                             |        |         |          |
| 航空城段   |      |      |                           | G19                                                               | 橫山     |                           | 高架                        | 桃園市 | 大園區  | 機場線   |
| 航空城段   |      | G18  | 未                        | 未                                                                | 不適用   |                           | 高架                        | 桃園市 | 大園區  |          |
| 航空城段   | G17  |      | 未                        | 未                                                                | 不適用   |                           | 高架                        | 桃園市 | 大園區  |          |
| 航空城段   | G16  |      | 未                        | 未                                                                | 不適用   |                           | 高架                        | 桃園市 | 大園區  |          |
| 主線       |      |      | G15b                      | 坑口                                                              |          | 蘆竹區                    | 高架                        | 桃園市 | 機場線  |          |
| 主線       |      | G15a | 菓林                      | Guolin                                                            | 大園區   | 不適用                    | 高架                        | 桃園市 |         |          |
| 主線       |      |      |                           | G15                                                               | 水尾     | 不適用                    | 高架                        | 桃園市 | Shuiwei | 蘆竹區   |
| 主線       |      |      |                           | G15                                                               | 水尾     | 不適用                    | 高架                        | 桃園市 | Shuiwei | 蘆竹區   |
| 主線       |      | G14  | 蘆竹中正北                | Luzhu Zhongzheng North                                            |          | 不適用                    | 高架                        | 桃園市 |         | 蘆竹區   |
| 主線       |      | G13  | 南竹中正北 （河底）       | Nanzhu Zhongzheng North (Hedi)                                    |          | 不適用                    | 高架                        | 桃園市 |         | 蘆竹區   |
| 主線       |      | G12  | 蘆興埤                    | Luxingpi                                                          | 地下     | 不適用                    | 桃園區                      | 桃園市 |         |          |
| 主線       |      | G11  | 藝文特區 （展演中心）     | Taoyuan Arts and Cultural Business District (Taoyuan Arts Center) | 地下     | 不適用                    | 桃園區                      | 桃園市 |         |          |
| 主線       |      | G10  | 中正大興                  | Zhongzheng Daxing                                                 | 地下     | 橘線                      | 桃園區                      | 桃園市 |         |          |
| 主線       |      | G09  | 中正力行 （桃園夜市）     | Zhongzheng Lixing (Taoyuan Night Market)                          | 地下     | 不適用                    | 桃園區                      | 桃園市 |         |          |
| 主線       |      | G08  | 景福宮                    | Jingfu Temple                                                     | 地下     | 不適用                    | 桃園區                      | 桃園市 |         |          |
| 主線       |      | G07  | 桃園車站                  |                                                                   | 地下     | 臺灣鐵路縱貫線北段 · 棕線 | 桃園區                      | 桃園市 |         |          |
| 主線       |      | G06  | 陽明運動公園 （陽明高中） | Yangming Sports Park (Yangming Senior High School)                | 地下     | 不適用                    | 桃園區                      | 桃園市 |         |          |
| 主線       |      | G05  | 小大湳                    | Xiaodanan                                                         | 地下     | 不適用                    | 八德區                      | 桃園市 |         |          |
| 主線       |      | G04  | 大湳                      | Danan                                                             | 地下     | 新北捷運三鶯線            | 八德區                      | 桃園市 |         |          |
| 主線       |      | G03  | 巧克力                    | Chocolate                                                         | 地下     | 不適用                    | 八德區                      | 桃園市 |         |          |
| 主線       |      | G02  | 仁德公園                  | Rende Park                                                        | 高架     | 不適用                    | 八德區                      | 桃園市 |         |          |
| 主線       |      | G01  | 建德興豐 （八德國小）     | Jiande Xingfeng (Bade Elementary School)                          | 高架     | 不適用                    | 八德區                      | 桃園市 |         |          |
| 主線       |      | G01  | 建德興豐 （八德國小）     | Jiande Xingfeng (Bade Elementary School)                          | 高架     | 不適用                    | 八德區                      | 桃園市 |         |          |
| 中壢延伸線 |      |      |                           | G30                                                               | 高架     | 不適用                    | 八德區                      | 桃園市 | 未      | 未       |
| 中壢延伸線 |      | G29  | 地下                      | 中壢區                                                            |          | 不適用                    |                             | 桃園市 | 未      | 未       |
| 中壢延伸線 | G28  |      | 地下                      | 中壢區                                                            |          | 不適用                    |                             | 桃園市 | 未      | 未       |
| 中壢延伸線 | G27  |      | 地下                      | 中壢區                                                            |          | 不適用                    |                             | 桃園市 | 未      | 未       |
| 中壢延伸線 | G26  |      | 地下                      | 中壢區                                                            |          | 不適用                    |                             | 桃園市 | 未      | 未       |
| 中壢延伸線 |      | G25  | 地下                      | 中壢區                                                            | 中壢車站 |                           | 臺灣鐵路縱貫線北段 · 機場線 | 桃園市 |         |          |
| 大溪延伸線 |      |      | GA01                      | 未                                                                | 未       | 高架                      | 大溪區                      | 桃園市 | 不適用  |          |
| 大溪延伸線 | GA02 |      |                           | 未                                                                | 未       | 高架                      | 大溪區                      | 桃園市 | 不適用  |          |
| 大溪延伸線 | GA03 |      |                           | 未                                                                | 未       | 高架                      | 大溪區                      | 桃園市 | 不適用  |          |
| 大溪延伸線 | GA04 |      |                           | 未                                                                | 未       | 高架                      | 大溪區                      | 桃園市 | 不適用  |          |
| 大溪延伸線 | GA05 |      |                           | 未                                                                | 未       | 高架                      | 大溪區                      | 桃園市 | 不適用  |          |

### 主線

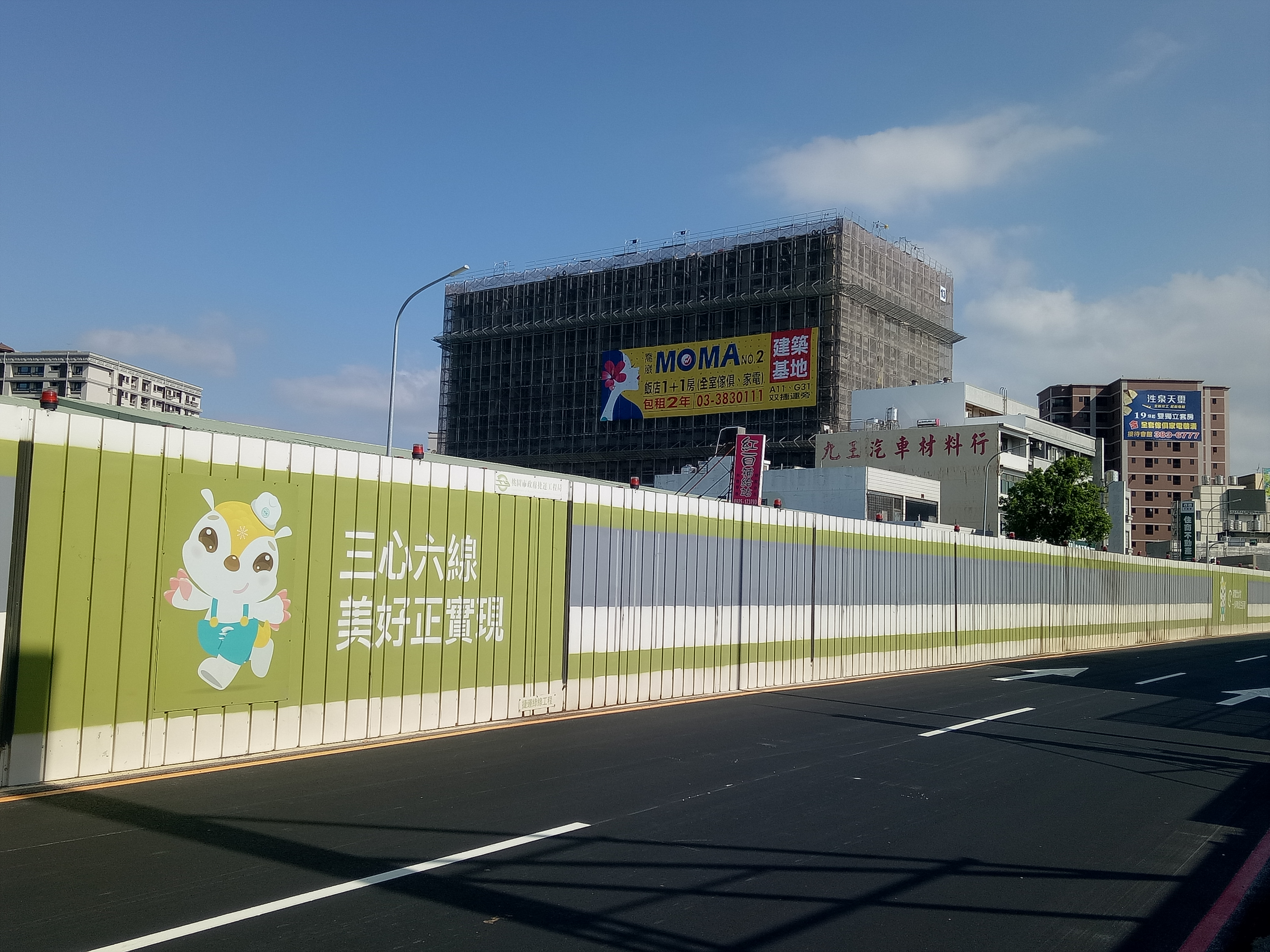
桃園捷運綠線大園段施工，圍籬上繪有桃園市政府捷運工程局吉祥物『捷寶』與『三心六線，美好正實現』標語（2020年9月）

綠線主線由八德擴大都市計畫區建德路與興豐路口的建德興豐站（G01）起，經八德區建德路、未來新闢道路（生活圈6號道路）、介壽路、桃園區建國路、延平路抵達桃園車站，續沿桃園區中正路、蘆竹區中正北路、南工路、蘆興街、南崁路，過水尾站（G15）後分岔，一條轉西沿大園區群英大道直至機場線橫山站，另一條繼續向北沿大園區三民路、坑菓路與機場線坑口站銜接。
綠線共設21座車站（地下10站、高架11站），全長27.8公里，103年7月已通過環境影響評估，2016年4月行政院已核定本計畫，高架段（GC01標）已於2018年10月中旬開工，地下段則分別於2019年9月底（GC03標）及10月初（GC02標）開工，預計2030年完工通車。

### 中壢延伸線
由原本藍線龍岡段與綠線八德-龍岡段合併而成。規劃由建德興豐站（G01）起，經由八德區未來新闢道路、中壢區中山東路、環中東路、龍岡路、健行路抵達中壢車站設置與機場捷運A23站共用月台的終點站G25站，全長約7.2公里，中途設置1座高架車站和4地下車站。建設完成後可串聯綠線及機場線，形成目字型捷運路網；分別於2019年8月30日，可行性研究報告交部通過、2019年12月24日，可行性研究報告國發會通過、2020年2月15日，行政院核定可行性研究報告。2022年12月14日環評通過。

### 大溪延伸線
大溪延伸線自八德區建德興豐站（G01）起，經大溪區埔頂路、員林路延伸至埔頂轉運站（GA03）（埔頂營區開發案）。2024年，為回應交通部審查意見，市府調整延伸方案，路線再向東南延伸至大溪老街，增設2座車站。將該線總長度拉長至約7.9公里，全線高架化，沿途設立5站，預估總工程經費也從約新台幣119.25億元，提升至約418億元。捷運工程局表示，綠線延伸至大溪河東地區的可行性研究方案已經完成，預計2025年底前報送交通部續審。。

## 預定時程與進度
截至2025年5月底為止，主線、延伸線的進度：
| 預定通車時間 | 預定通車時間 | 路線 | 區間                     | 目前進度 |
| ------------ | ------------ | ---- | ------------------------ | -------- |
| 2026年       | 8月          | 綠線 | G11藝文特區－G15b坑口    | 63.82％  |
| 2028年       | 12月         | 綠線 | G08景福宮－G11藝文特區   | 63.82％  |
| 2030年       | 12月         | 綠線 | G01建德興豐－G08景福宮   | 63.82％  |
| 2031年       | 未知         | 綠線 | G15水尾－G15b橫山        | 00.00％  |
| 2031年˙      | 12月         | 綠線 | G01建德興豐－中壢車站    | 00.00％  |
| 未知         | 未知         | 綠線 | G01建德興豐—GA05大溪老街 | 00.00％  |

## 工程現況

### 施工作業
- 行政院公共工程委員會更新至2025年7月底[31]

| 計畫                 | 工程名稱                                        | 預計完工 日期 | 實際進度 （％） |
| -------------------- | ----------------------------------------------- | ------------- | --------------- |
| 桃園市政府捷運工程局 | GM01標機電系統統包工程                          | 2031/06/23    | 47.164%         |
| 桃園市政府捷運工程局 | GC01標高架段土建統包工程                        | 2025/11/26    | 86.41%          |
| 桃園市政府捷運工程局 | GC02標南出土段至G07站(不含)間地下段土建統包工程 | 2026/08/11    | 44.19%          |
| 桃園市政府捷運工程局 | GC03標G07站至北出土段間地下段土建統包工程       | 2026/12/12    | 68.30%          |
| 桃園市政府捷運工程局 | GC05標全線電梯電扶梯統包工程                    | 2030/12/31    | 22.9%           |
| 桃園市政府捷運工程局 | GC04B標G17站至G18站高架段土建統包工程           | 2031/03/30    | 0.009%          |

## 爭議
- 國發會通過綜合規劃報告後，桃園市政府交通局局長高邦基表示將自行進行PCM公開招標，市議員魯明哲擔心引來弊端，建議委託臺北捷運公司辦理，但市府交通局長高邦基表示，為了要培養自有的捷運人才，PCM仍將採公開招標[4]。
- 「桃園捷運監督聯盟」召集人牛煦庭表示，蔡英文總統於2017年3月13日參觀台灣車輛公司時，強烈宣示要發展國內軌道工業，如今綠線捷運機電標工程卻玩起文字遊戲，將台車排除在外，桃園市長鄭文燦明顯打臉蔡英文總統，而前市府捷工處（現桃園市政府捷運工程局）總工程司林義昌表示，捷運工程安全性較高與軌道工程並不相同，故無法變更規範，另規範要求車廂得標的國際廠商必須和國內合作，並未扼殺國內產業[32]。
- 桃園捷運監督聯盟、市議員舒翠玲表示桃市府捷運綠線標案，竟從統包拆成7個標案，質疑為特定廠商「綁標」，甚至直指先行發包的機電標案326億元，擴充預算竟達一半，懷疑只有「屬意者」才能拿到這筆錢，直言機捷就是分包後介面無法串連導致延宕，甚至引發包商和政府互告情事，殷鑑不遠，要求市府正視問題[33]。
- 桃園捷運監督聯盟於2018年2月9日召開記者會，認為Ansaldo這樣的國際大廠，竟會犯下如此低級錯誤，顯然只是被找來的臨時演員，當初預言綠捷會由韓車（德國西門子是以號誌、電力系統搭配韓國現代Rotem車廂）得標，如今的趨勢果然是由韓車得標[34]。而桃園市政府捷運工程局局長陳文德表示捷運綠線機電工程完全按照政府採購法規定辦理招標，規範也與近來北捷、中捷的標準相同，絕無阻礙或護航特定廠商，因本案規模龐大，市府為求謹慎，才會將Ansaldo送工程會，至於陪標說法，如有證據，歡迎提供，市府會依政府採購法及相關法令處理，如無，則請勿再採取烏賊戰術。後續桃園市政府捷運工程局局長陳文德表示4月11日收到工程會回函後，隨即於昨天辦理審標作業，由於Ansaldo所檢附的投標廠商聲明書，項次1至項次10所有欄位確實皆未勾選，故「判定為不合格標」，而西門子團隊符合採購法及招標文件規定，通過本案資格審查，進入下一階段評選程序，預計於6月可完成捷運綠線機電標發包作業，另土建標統包工程，也將接續於2018年年中上網公告[35]。
- 桃園區中正、民光、力行和埔新路規畫G09站（中正力行）捷運站體，內政部預定於2021年3月3日召開土地徵收小組審議，4名被徵收住戶於2021年3月2日抗議強徵民地，認為應重新設計、縮小站體面積。捷運工程局表示，去年與地主協議開發，必要的通風井、出入口範圍採聯合開發、協議價購徵收方式，將持續溝通[36]。
- G09站（中正力行）徵收案中有住戶不願被徵收，於2021年4月6日在桃園市政府前陳情，其中黃姓住戶突然以美工刀自殘左腳底，員警見狀立即阻止搶下美工刀，未料沒多久，黃男再度以疑似水果刀朝左臂猛刺，頓時鮮血四濺，員警再度搶下其刀子強制送醫急救；針對住戶陳情抗議，市府捷運工程局強調，從2017年溝通至今，因站體內有20戶民宅必須拆除，仍將以最大誠意持續溝通[37]。
- 桃園捷運綠線進行G07站工程，在桃園火車站周邊陸挖出訊塘埔文化、劉銘傳鐵道路基遺構、舊桃園驛遺構，導致捷運工程停工2年，桃園市文化資產審議委員會6月29日通過捷工局所提保存、活化計畫，捷工局火速將遺構拆模，以土方填平、灌漿，進場施工，文團批評，等同將考古遺址在破壞前夕蓋上裹屍布[38]。

- 桃園市政府先前舉辦車站命名票選活動，於2024年8月20日公布捷運綠線主線段17座車站名稱。但是，標榜以考量「歷史意義」、「地方辨識」，並且聲稱促進「進步」、「繁榮」的軌道建設，卻有多個車站以「中正」為名，可是實際的站名票選中，沒有一個最高票的站名有「中正」，讓議員及市民們不禁傻眼：「叫民眾投票票選，結果還是取自己想要的站名」[39][40]。此外，位在八德的「巧克力站」，市府反倒不顧在地里民的反對、排除獲得票選第二的老地名「麻園」站，而採納了票選第一的站名。

## 外部連結
- 桃園市政府捷運工程局 > 首頁 > 業務資訊 > 捷運綠線 （页面存档备份，存于）